# Manneken-Pis de Colmar
Pour les articles homonymes, voir Manneken-Pis (homonymie).
Le Manneken-Pis est un monument situé à Colmar, dans le département français du Haut-Rhin. Il s'agit d'une copie du Manneken-Pis de Bruxelles. 

## Localisation
Cette statue est située rue des Augustins, adossée au tribunal de grande instance.

## Historique
La statue, qui date de 1922, était installée initialement devant les bains municipaux. Cette réplique du célèbre Manneken-Pis de Bruxelles a été offerte par cette dernière à l'occasion du quatrième anniversaire de la libération de la ville de Colmar et en souvenir des souffrances communes endurées par les deux pays, la Belgique et la France. Il s’agit de la première réplique officielle du Manneken-Pis. Lors de la cérémonie d’inauguration, une confusion c’est produite, et c’est l’hymne des Pays-Bas qui a été joué. Il est par la suite retiré et stocké dans la réserve du musée Uterlinden durant l’occupation, entre 1940 et 1945. L’architecte municipal avait jugé bon de cacher ce signe anti-germanique.

## Galerie

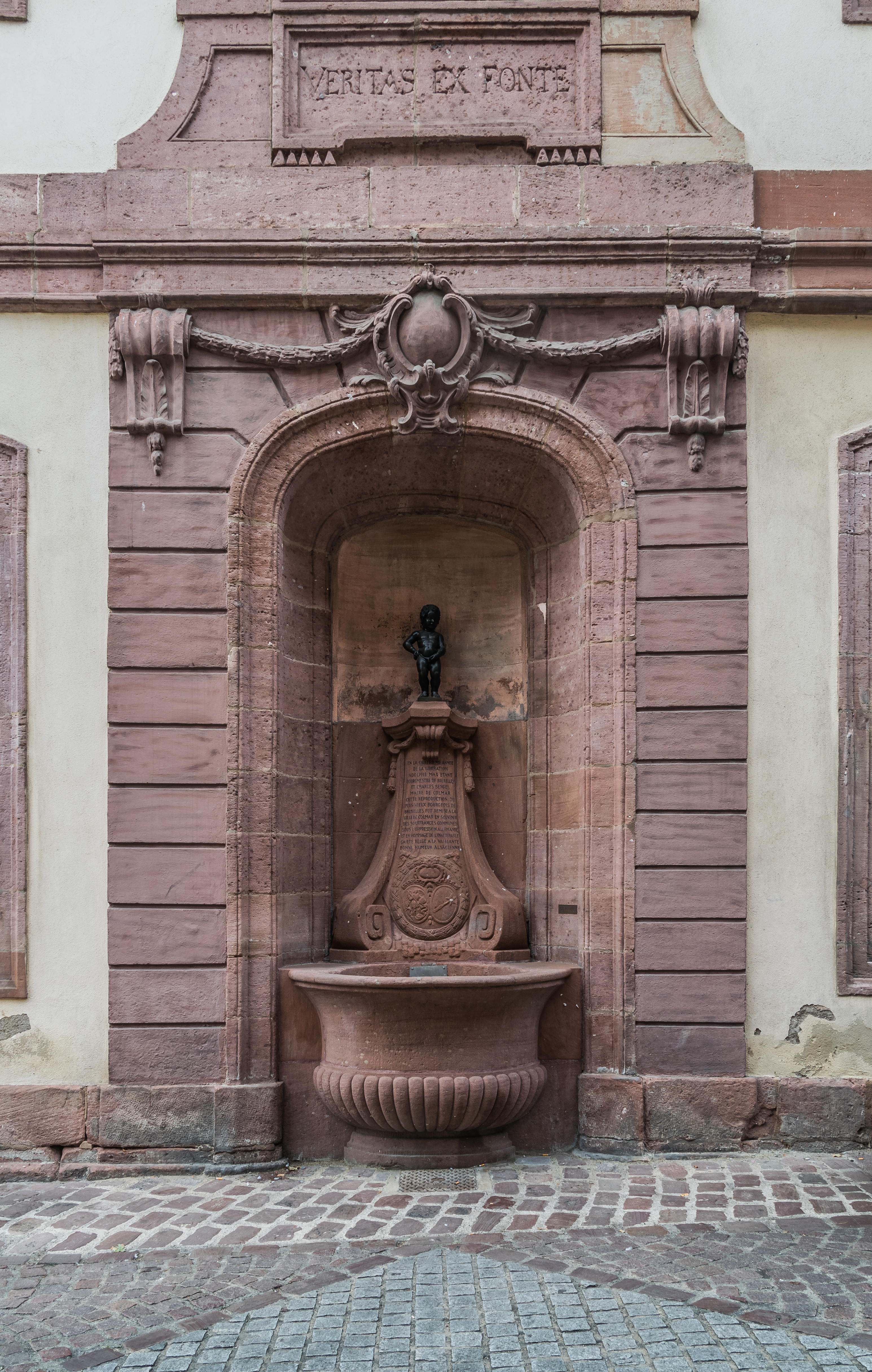
Vue sur le Manneken Pis depuis la rue.
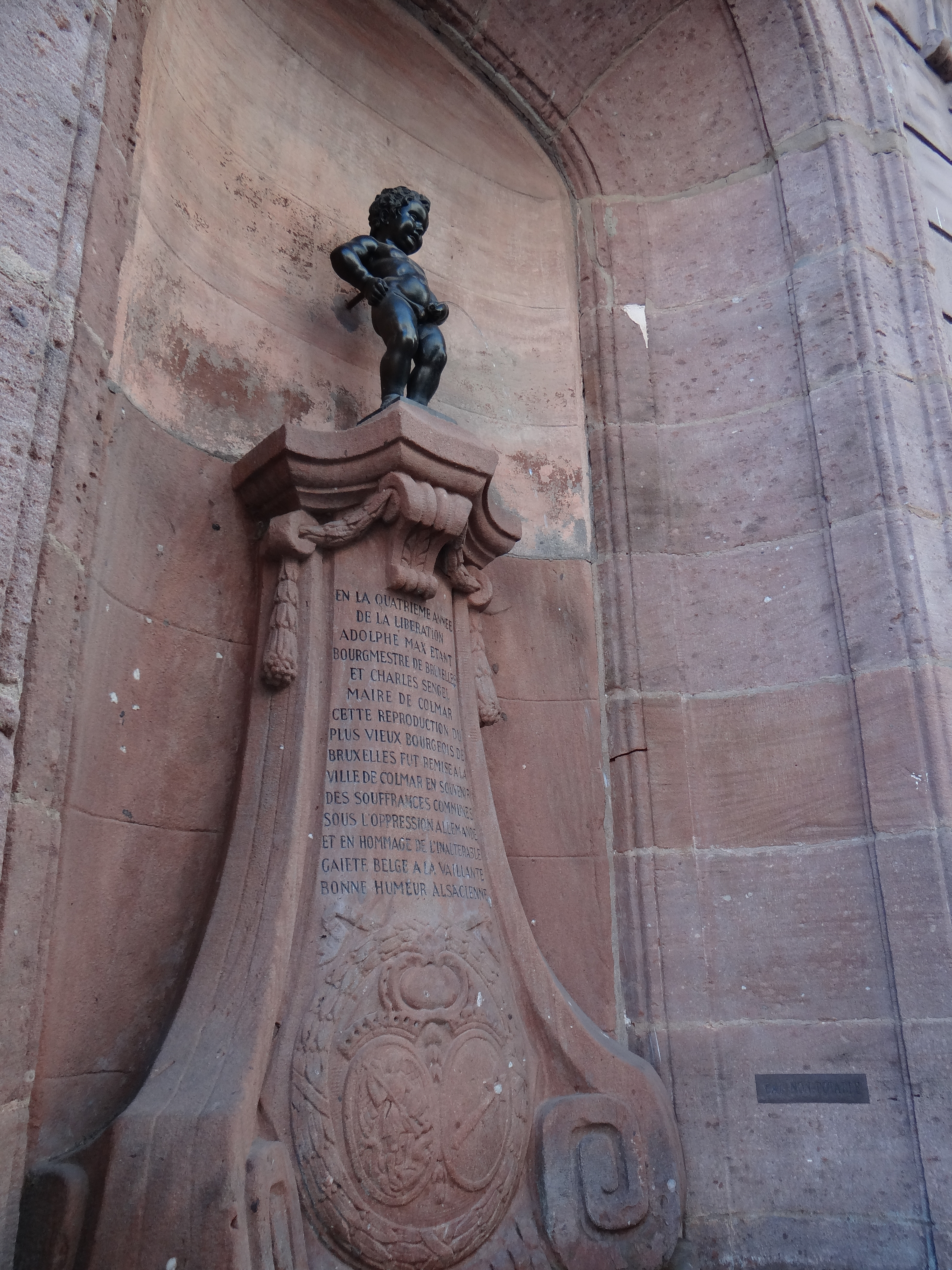
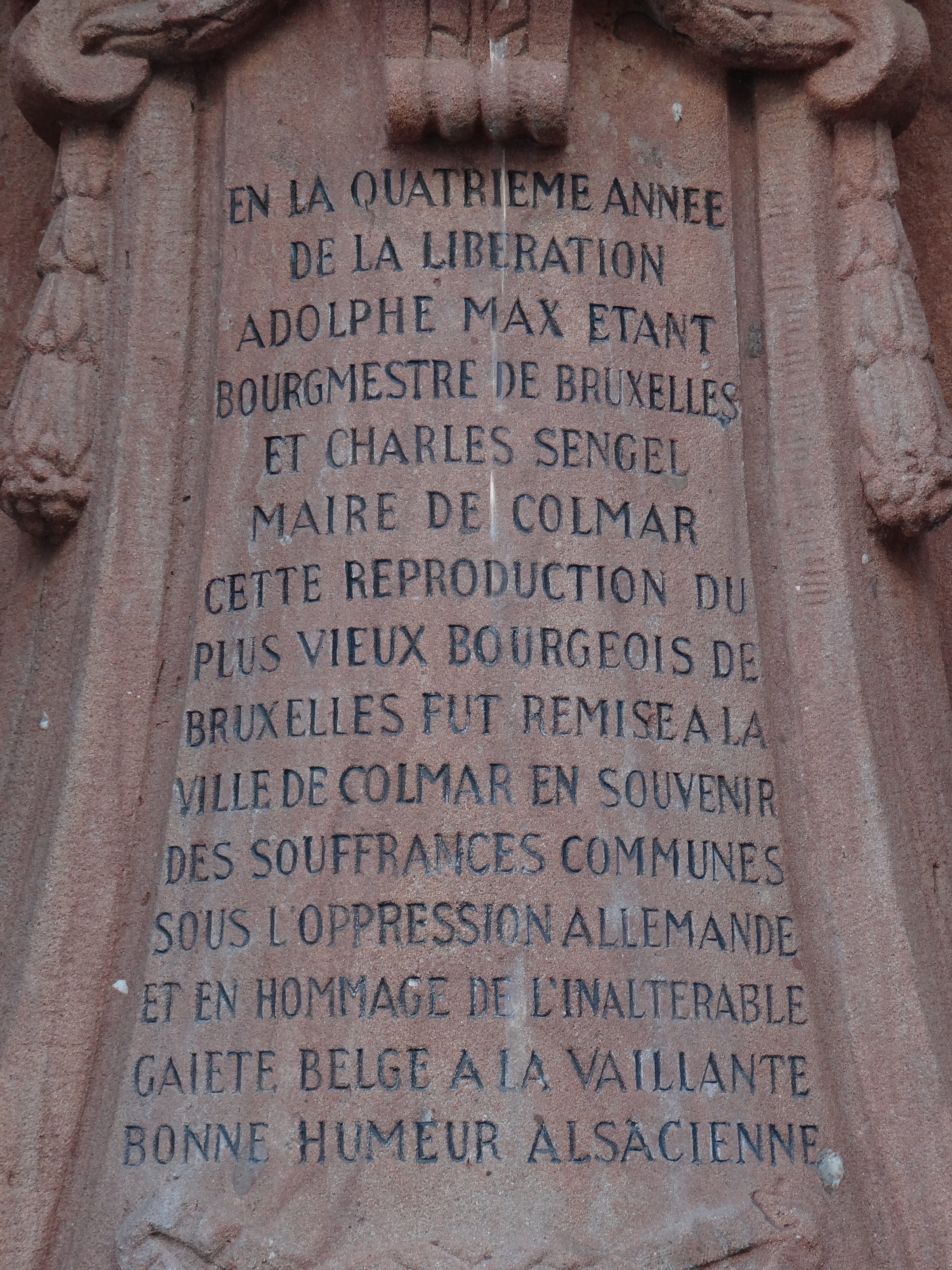
Texte du piédestal.
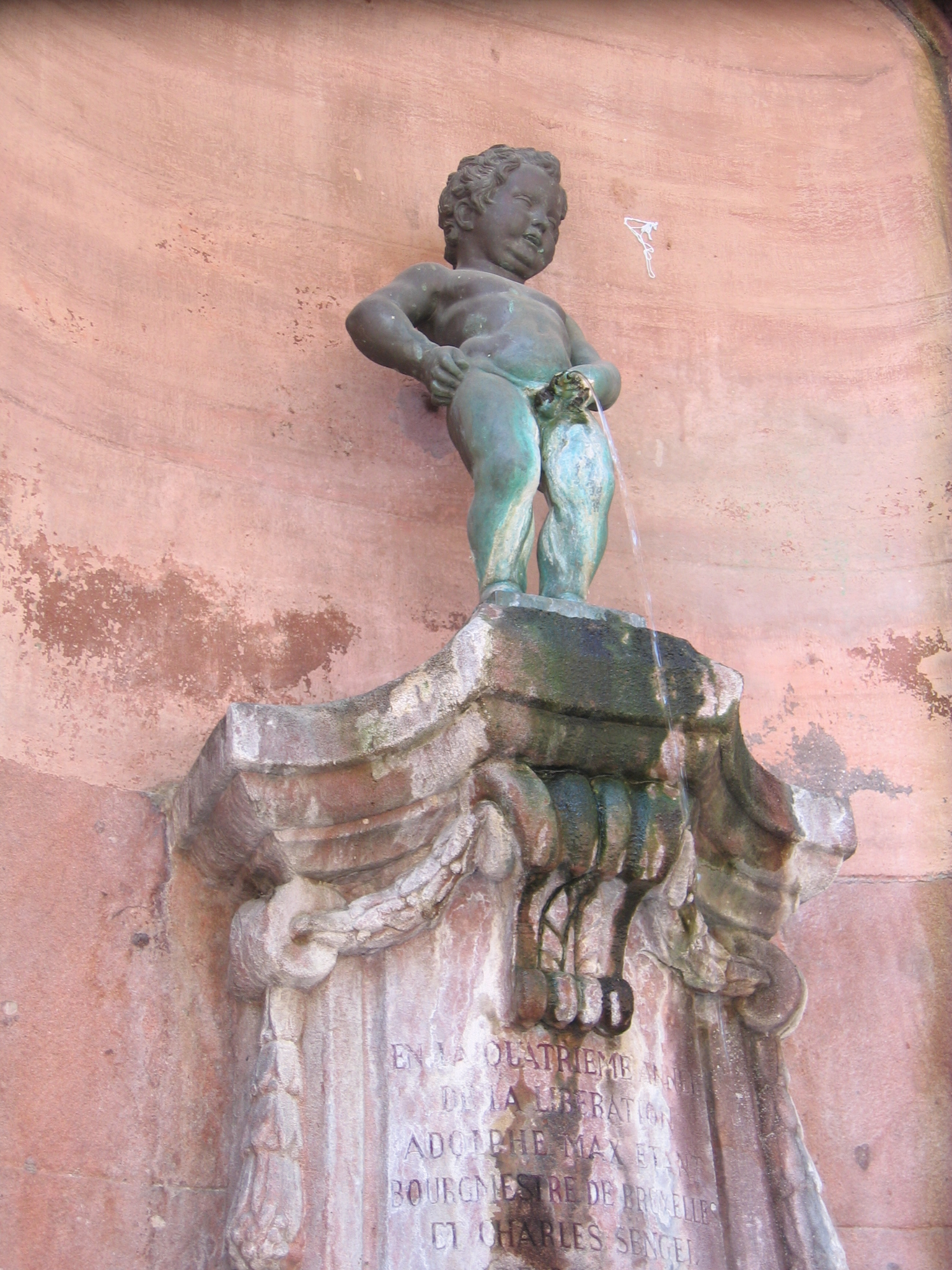
Avant restauration.